# أليكس ليندر
أليكس ليندر (بالإنجليزية: Alex Linder)‏ هو صحفي أمريكي، ولد في 30 يونيو 1966 في بيتسبرغ في الولايات المتحدة.